# Psalm 111

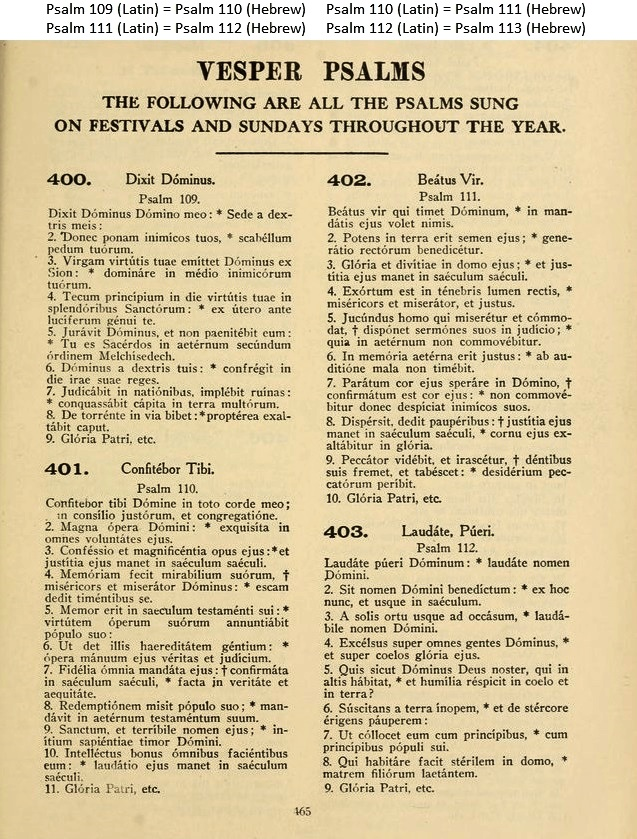
Lateinische Vesperpsalmen; links unten Psalm 111, der gemäß Zählung der Vulgata die Nummer 110 trägt

Der 111. Psalm ist ein biblischer Psalm aus dem fünften Buch des Psalters. Er lässt sich als Lobpsalm charakterisieren, hat aber auch Züge eines Weisheitspsalms.

## Inhalt
Der Psalm stellt ein Loblied dar, durch das die Gemeinde die Werke Gottes preist, die er in der Geschichte seines Volkes an diesem erwiesen hat (entsprechend sind die Verse 5, 6 und 9 in der Vergangenheitsform zu verstehen). Die „Stiftung eines Gedächtnisses“ in Vers 4 dürfte sich auf die von Gott eingesetzten Feste, wie das Passah, beziehen. Auf die Speisung in der Wüste beim Auszug aus Ägypten wird in Vers 5 angespielt. Vers 6 verweist auf die Ansiedlung im gelobten Land. Vers 7 und 8 erinnern an das durch den HERRN gegebene Gesetz. Vers 9 handelt wahrscheinlich sowohl von der Befreiung aus Ägypten als auch von späterem Eingreifen Gottes zur Rettung seines Volkes. Vers 10 beschließt den Psalm mit einer Art Weisheitsspruch.

## Form
Die einzelnen Verszeilen folgen im Originaltext dem hebräischen Alphabet (sog. Akrostichon). Ähnliche Dichtungsformen lassen sich bei einer Reihe weiterer Psalmen (z. B. Psalm 9 und 10, 25, 34, 37, 112, 119 und 145) oder auch in Abschnitten aus anderen Büchern der Bibel (Sprüche 31,10–31  oder den ersten vier Kapiteln der Klagelieder Jeremias) finden.

## Rezeption
Heinrich Schütz vertonte den 111. Psalm in den 12 Geistlichen Gesängen (op. 13, SWV 424). Der Psalm ist außerdem fester Bestandteil der Vesper an Sonntagen und Festtagen der heiligen Bekenner und ging daher in Wolfgang Amadeus Mozarts Vesperae solennes de Dominica (KV 321) von 1779 sowie die Vesperae solennes de Confessore (KV 339) von 1780 ein.